# Kedungwaru (ort i Indonesien)
Kedungwaru är en ort i Indonesien.   Den ligger i provinsen Jawa Timur, i den västra delen av landet, 600 km öster om huvudstaden Jakarta. Kedungwaru ligger 90 meter över havet och antalet invånare är 80 257.
Terrängen runt Kedungwaru är huvudsakligen platt, men söderut är den kuperad.Runt Kedungwaru är det tätbefolkat, med 683 invånare per kvadratkilometer. Kedungwaru är det största samhället i trakten. Omgivningarna runt Kedungwaru är en mosaik av jordbruksmark och naturlig växtlighet.